# Urząd stanu cywilnego

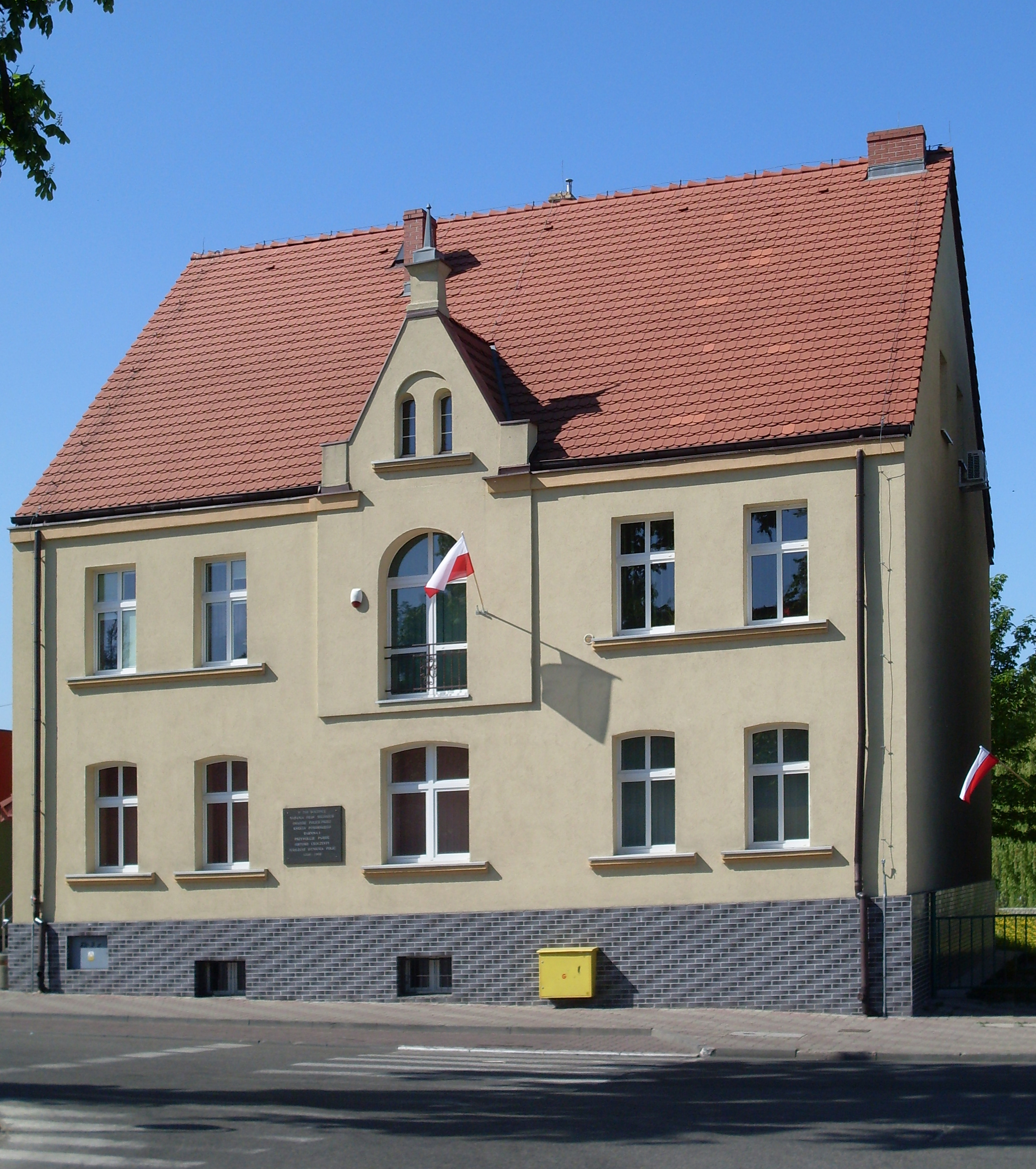
Urząd Stanu Cywilnego w Policach, województwo zachodniopomorskie

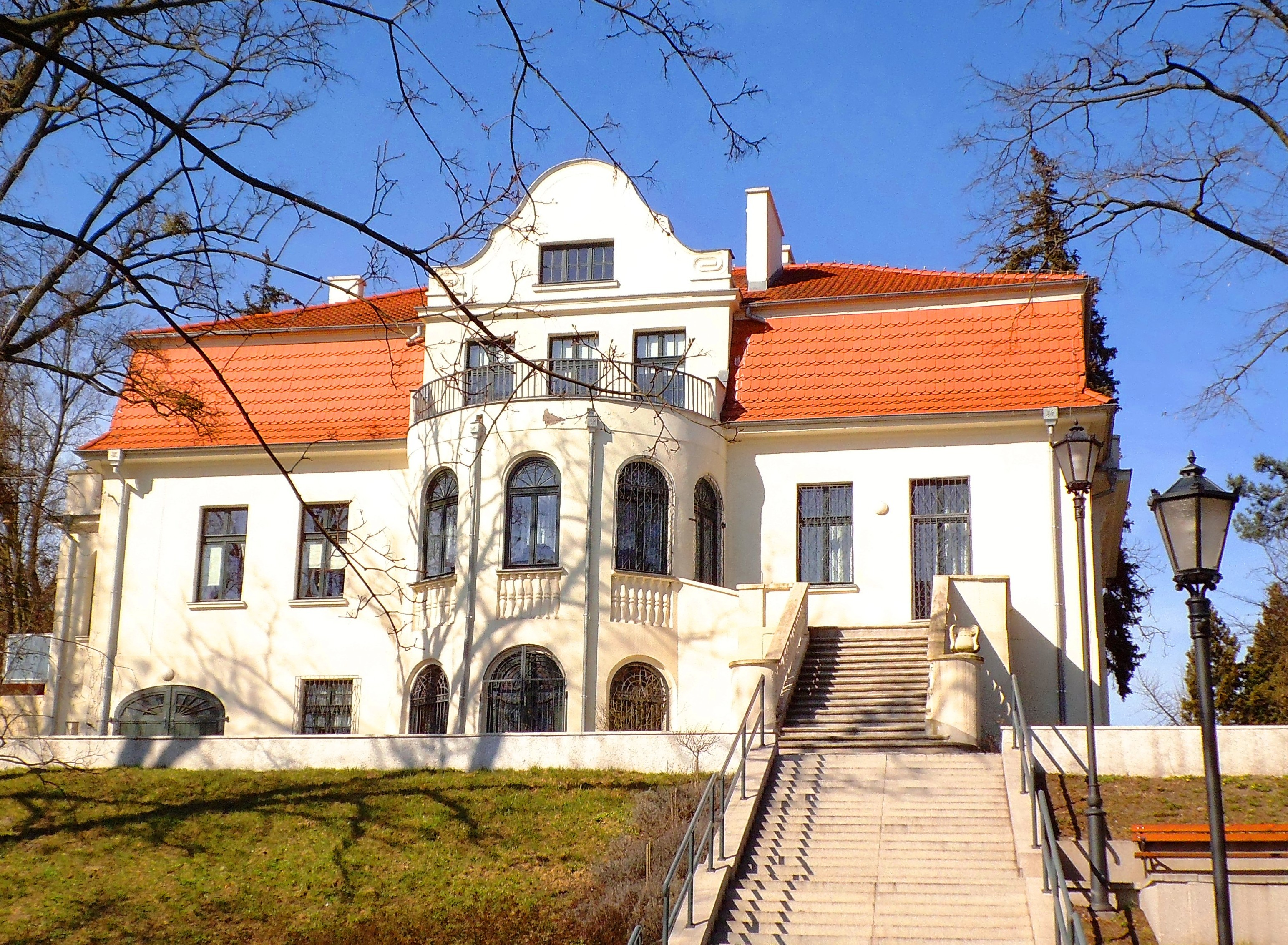
Budynek Urzędu Stanu Cywilnego w Toruniu

Urząd stanu cywilnego (USC) – jednostka organizacyjna wchodząca w skład urzędu gminy, powołana ustawą Prawo o aktach stanu cywilnego do rejestracji zdarzeń dotyczących urodzeń, zawieranych związków małżeńskich i zgonów. Pojedyncza gmina stanowi okręg USC, jednakże wojewoda może w jednej gminie utworzyć kilka USC, a także połączyć kilka gmin w jeden okręg USC.

## Historia
Początkowo nie istniały osobne urzędy państwowe, rejestrujące stan cywilny. Kościół katolicki pod koniec XVI wieku wprowadził na swoje potrzeby instytucję ksiąg metrykalnych, z czasem księgi takie zaczęły prowadzić inne wyznania. Tendencja do prowadzenia osobnej rejestracji świeckiej pojawiła się od końca XVIII wieku. Początkowo proboszczowie parafii stali się urzędnikami stanu cywilnego (w zaborze austriackim od 1782, w pruskim od 1794, w rosyjskim oficjalnie od 1825).
W okresie Księstwa Warszawskiego sprawy stanu cywilnego regulował od 1 maja 1808 Kodeks Napoleona. Stanowił on, że małżeństwo zawierane jest publicznie przed urzędnikiem stanu cywilnego, ma charakter cywilny, a sprawy małżeńskie przekazane zostają sądom świeckim, które miały także orzekać o jego nieważności lub rozwodzie. Obrządek religijny małżeństwa pozostawiono poza sferą zainteresowania państwa.
W Polsce urzędy stanu cywilnego powstały w XIX wieku. Pojawiły się na ziemiach zaboru pruskiego w 1874. Urzędnikami stanu cywilnego byli burmistrzowie lub wójtowie. Przedmiotem rejestracji były trzy rodzaje zdarzeń: urodzenia, śluby i zgony. Każdy urząd prowadził równolegle dwa rejestry: rejestr główny (unikat, pozostawiany w siedzibie urzędu) i rejestr poboczny (duplikat, corocznie przekazywany do sądu obwodowego). W księgach metrykalnych znajdują się czasami dokumenty dostarczane w celach dowodowych (np. odpisy akt metrykalnych ze zdarzeń wcześniejszych, w tym także odpisy zagranicznych aktów stanu cywilnego, które zostały poddane transkrypcji do miejscowych ksiąg, celem wprowadzenia ich do obiegu prawnego) tzw. alegata.
W dwudziestoleciu międzywojennym zachowano systemy z poszczególnych dawnych państw zaborczych.
Dopiero w Polsce Ludowej w 1946 wprowadzono jednolitą świecką rejestrację stanu cywilnego. Te zmiany doprowadziły do ostrego konfliktu między władzami kościelnymi a państwowymi. Głównym przedmiotem sporu było wprowadzenie ślubów cywilnych i rozwodów. Duchowni, którzy dotychczas prowadzili księgi USC, zachowali przejściowo księgi z lat 1890–1945 i mogli z nich wydawać wypisy. W 1949 posiadane księgi przekazali do USC, a wydawane przez nich wypisy w 1955 straciły ważność pod względem prawnym. W 1960 r. w Polsce funkcjonowało około 3000 urzędów stanu cywilnego. Akt sporządzał kierownik USC lub jego zastępca, a ustawa określała dane, które wpisywał do aktu. Akta urodzenia lub zgonu sporządzano na podstawie zgłoszeń. Urodzenie dziecka należało zgłosić w ciągu 14 dni, a zgon osoby w ciągu 3 dni. Małżeństwo zawierane było w uroczystej formie przez złożenie zgodnych oświadczeń przed kierownikiem USC. Już od 1946 zawarcie ślubu religijnego nie miało mocy prawnej, a od 1958 nie wolno było udzielić ślubu kościelnego osobom, które wcześniej nie zawarły małżeństwa w USC. Zmiany w aktach mogły być dokonywane jedynie na podstawie orzeczeń sądowych i dotyczyły najczęściej wpisów o zmianie nazwiska, rozwiązaniu małżeństwa i tym podobnych.
Po przemianach społeczno-gospodarczych przepisy dotyczące USC nie uległy większym zmianom, wspomnieć jednak należy o wprowadzeniu w 1993 tak zwanego małżeństwa konkordatowego.